# Démonax
Démonax (en grec ancien : Δημώναξ) est un philosophe grec né à Chypre, contemporain d'Hadrien et de Marc Aurèle ; Lucien de Samosate, qui dit l'avoir rencontré et voit en lui « le meilleur des philosophes », lui donne près de cent ans à sa mort.

## Notice historique
Disciple d'Épictète pour le stoïcisme et de Démétrios pour le cynisme, il approfondit tous les systèmes philosophiques sans jamais s'attacher à aucun d'eux. Philosophe pratique et moraliste indulgent, il fut très respecté des Athéniens. D'une très grande érudition, il mourut très vieux, se laissant mourir de faim. 
On cite de lui plusieurs bons mots. Au moment de rendre le dernier soupir, il dit à ceux qui l'entouraient : « Retirez-vous ; la farce est jouée. » . Les Athéniens voulant établir un spectacle de gladiateurs, il leur dit : « Renversez donc d'abord l'autel que vos ancêtres ont élevé à la Pitié. »
Démonax est également, avec le platonicien Nigrinos, l'un des rares philosophes admirés par Lucien de Samosate, qui a écrit sa Vie.

## Source partielle
Cet article comprend des extraits du Dictionnaire Bouillet. Il est possible de supprimer cette indication, si le texte reflète le savoir actuel sur ce thème, si les sources sont citées, s'il satisfait aux exigences linguistiques actuelles et s'il ne contient pas de propos qui vont à l'encontre des règles de neutralité de Wikipédia.
- Notices d'autorité :   - VIAF
  - ISNI
  - BnF (données)
  - GND